# Пећина Ледењача
Пећина Ледењача је пећина која се налази у околини Миљевине, општина Фоча, Република Српска, БиХ. Дужина пећине је 95 метара. У пећини Ледењачи су откривени праисторијски цртежи а у њој су боравили праисторијски људи. Праисторијски цртежи су рађени гравирањем урезаних линија и пунктирањем група ситних тачкица. Ова пећина је под заштитом Завода за заштиту културно историјског и природног насљеђа Републике Српске, и спада у природно добро III категорије.